# Greatest Hits (álbum de Kumbia Kings)
Greatest Hits es el cuarto álbum recopilatorio de A.B. Quintanilla III y Los Kumbia Kings. Fue lanzado al mercado el martes 3 de abril de 2007. Greatest Hits es el primer álbum lanzado después de la ruptura de Kumbia Kings. Un DVD que incluyó los videos musicales de todas las canciones fue lanzado al mercado el martes 18 de septiembre de 2007.

## Lista de canciones
| N.º | Título                                                  | Escritor(es) | Duración |  |
| 1.  | «Na Na Na (Dulce Niña)»                                 | A.B. Quintanilla III, Cruz Martínez, Luigi Giraldo                                                                                    | 3:27     |  |
| 2.  | «Fuego»                                                 | A.B. Quintanilla III, Cruz Martínez, Luigi Giraldo, Jerry Bloodrock, Selite Evans, Richard Fowler, Charles Pettiford, Gregory Wigfall | 3:42     |  |
| 3.  | «Sabes a Chocolate»                                     | Carlos Villa De La Torre, Alejandro Monroy Fernández                                                                                  | 3:47     |  |
| 4.  | «Pachuco»                                               | Lobito, Sax, Aldo, Pacho, Roco, Tiki                                                                                                  | 3:46     |  |
| 5.  | «Mi Gente» (con Ozomatli)                               | A.B. Quintanilla III, Asdru Sierra, Jiro Yamaguchi, Raúl Pacheco, Justin Poree, Luigi Giraldo, Nir Seroussi                           | 4:24     |  |
| 6.  | «No Tengo Dinero» (con Juan Gabriel y El Gran Silencio) | Juan Gabriel | 4:56     |  |
| 7.  | «Shhh!»                                                 | A.B. Quintanilla III, Cruz Martínez, Luigi Giraldo                                                                                    | 3:52     |  |
| 8.  | «La Cucaracha»                                          | A.B. Quintanilla III, Cruz Martínez, Jason "DJ Kane" Cano, Nick "DJ Franz" Washington                                                 | 3:27     |  |
| 9.  | «Te Quiero a Ti»                                        | A.B. Quintanilla III, Ricky Vela | 3:16     |  |
| 10. | «Azúcar» (con Fito Olivares)                            | A.B. Quintanilla III, Luigi Giraldo, Edward Palmieri                                                                                  | 3:30     |  |
| 11. | «Boom Boom»                                             | A.B. Quintanilla III, Cruz Martínez, Luigi Giraldo                                                                                    | 4:16     |  |
| 12. | «Baila Esta Kumbia» (con Selena)                        | A.B. Quintanilla III, Pete Astudillo                                                                                                  | 4:23     |  |